# Sindicato Obreiro Galego
El Sindicato Obreiro Galego (Sindicato Obrero Gallego, SOG) fue un sindicato gallego de orientación nacionalista y de izquierdas.
Su publicación oficial era O Eixo, editando al tiempo otras publicaciones comarcales y sectoriales. Se fundó en mayo de 1975 cuando el Frente Obreiro de la Unión do Povo Galego decide transformarse en un sindicato. Formó parte de la Asemblea Nacional-Popular Galega (AN-PG). En abril de 1976 realizó su primera Asamblea General. Sin embargo, desapareció apenas un año después, en marzo de 1977, para dar paso a la Intersindical Nacional Galega (ING).
- Datos: Q3297979